# Корункова
Корункова (слч. Korunková) насељено је мјесто са административним статусом сеоске општине (слч. obec) у округу Стропков, у Прешовском крају, Словачка Република.

## Становништво
| Година:    | 1994. | 2004.    | 2014. | 2024.    |
| ---------- | ----- | -------- | ----- | -------- |
| Број људи: | 120   | 100      | 93    | 59       |
| Разлика:   |       | -16,66 % | -7 %  | -36,55 % |

| Година:    | 2023. | 2024. |
| ---------- | ----- | ----- |
| Број људи: | 59    | 59    |
| Разлика:   |       | +0 %  |

Према подацима о броју становника из 2024. године насеље је имало 59 становника.